# Тег (метадані)

Хмарка тегів з термінами, що мають відношення до Веб 2.0

Тег (англ. tag, дос. «ярлик», «бирка») — у системах обробки інформації — ознака даних; (релевантне) ключове слово або термін, що асоціюється або надається фрагменту інформації (зображенню, географічній карті, відео-кліпу тощо), описуючи в такий спосіб фрагмент та дозволяючи здійснювати класифікацію на основі ключових слів та пошук інформації; теги використовуються для таких ресурсів як комп'ютерні файли, вебсторінки, цифрові зображення, закладки тощо.
Зазвичай, теги обираються неформально та індивідуально залежно від автора/творця інформаційного фрагмента, або його споживачами/глядачами/спільнотою. Теги використовуються для таких ресурсів, як комп'ютерні файли, вебсторінки, цифрові зображення, та закладки (як в службах соціальних закладок, так і в поточному поколінні веббраузерів). Через це, поняття «тег» асоціюється з Веб 2.0.
Часто, об'єкт може мати більше ніж один тег.